# Massicus intricatus
Massicus intricatus là một loài bọ cánh cứng trong họ Cerambycidae.